# Aéroport de Mostaganem
L'aéroport de Mostaganem est un aéroport civil de la wilaya de Mostaganem en Algérie, situé à environ 280 km à l'ouest-sud-ouest d'Alger.

## Transport aérien
L'aéroport de Mostaganem est un aéroport de fret mixte militaire et civil utilisé sporadiquement en Algérie (son code IATA : MQV ), situé à environ 6,8 km du centre-ville de Mostaganem.
La réhabilitation a commencé en 2017 pour accueillir des vols régionaux, en premier lieu une destination vers Alger.

## La Seconde Guerre mondiale
Pendant la Seconde Guerre mondiale, l'installation était connue sous le nom de "aérodrome de Matamore". C'était une importante base d'opérations de transport de la Twelfth Air Force  pendant la campagne nord-africaine contre le Corps d'Afrique. Il a été utilisé par les unités de combat suivantes :
- 4e troupe Carrier escadron (62d Troupe Carrier Groupe), 18 mai-25 juin 1943, C-47 Train aérien
- 7e Escadron de transport de troupes (62e groupe de transporteurs de troupes), 21 mai-22 juin 1943, C-47 Train aérien
- 8e Troupe Carrier escadron (62d Troop Carrier Group), 17 mai-1 juin 1943, C-47 Train aérien
- 51e Escadron de transport de troupes (62e groupe de transporteurs de troupes), 16 mai-2 juillet 1943, C-47 Train aérien